# Daïra de Djelida
La daïra de Djelida est une circonscription administrative algérienne située dans la wilaya d'Aïn Defla. Son chef-lieu est situé sur la commune éponyme de Djelida.

## Communes
La daïra regroupes les trois communes de Djelida, Bourached et Djemaa Ouled Cheikh.